# Seznam her pro Xbox kompatibilních s Xbox 360
Xbox 360 není kompatibilní s příslušenstvím původního Xboxu, ale některé hry z původního Xboxu, které se nazývají "Xbox Originals" jdou spustit na konzoli Xbox 360. Ke spuštění těchto her je třeba poslední update a pevný disk.

## Historie

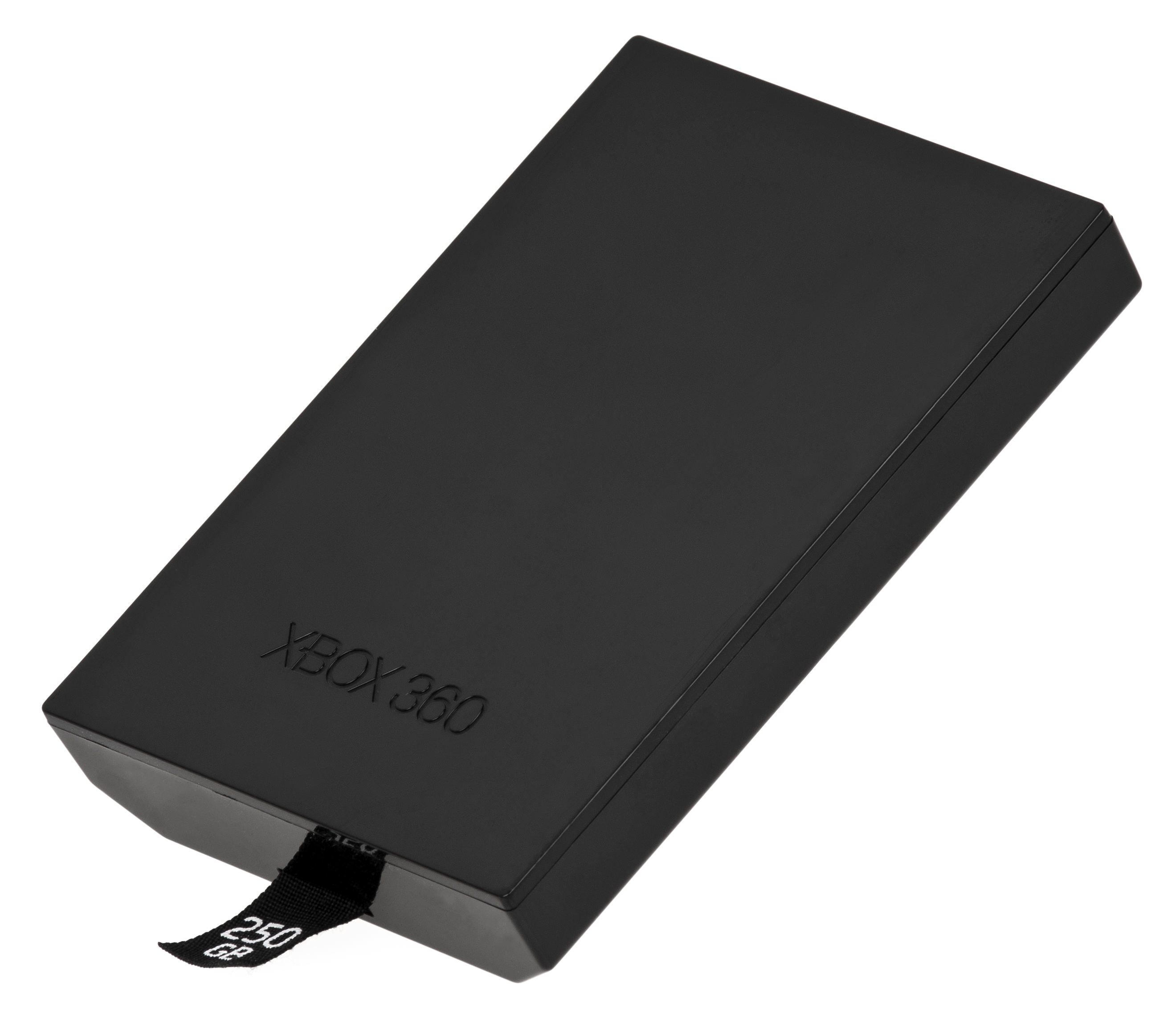
Ke zpuštění emulovaných her z Xboxu je potřeba oficiálního pevného disku

Herní konzole Xbox 360 neumožňovala při svém uvedení na trh v listopadu 2005 zpětnou kompatibilitu s hrami pro Xbox, a to z důvodu rozdílných typů hardwaru a architektury použitých v obou konzolích. Místo toho byla zpětná kompatibilita zajištěna pomocí emulace. Při uvedení konzole na severoamerický trh bylo podporováno 212 her pro Xbox, zatímco v Evropě jich bylo podporováno 156. Na japonském trhu konzole podporovala pouze dvanáct titulů. Společnost Microsoft v listopadu 2007 naposledy zaktualizovala seznam zpětně kompatibilních titulů, celkem tak zahrnoval 461 her pro Xbox.

## Seznam podporovaných her
Z celkem 996 videoher, které byly vydány pro konzoli Xbox, je zpětně kompatibilních 462.
| XO Xbox Originals | XBO Xbox One Forward Compatible | SA Pouze Severní Amerika PAL Pouze region PAL J Pouze Japonsko |

| Název                                                            | Vydavatel                         | Doplňky | Regiony | Zdroje        |
| ---------------------------------------------------------------- | --------------------------------- | ------- | ------- | ------------- |
| 2006 FIFA World Cup                                              | EA Sports                         |         |         | [ 7 ] [ 9 ]   |
| 25 to Life                                                       | Eidos Interactive                 |         | SA      | [ 7 ] [ 9 ]   |
| 4x4 Evo 2                                                        | Gathering of Developers           |         |         | [ 7 ]         |
| AirForce Delta Storm Deadly Skies (PAL) Airforce Delta II (JP)   | Konami                            |         |         | [ 7 ]         |
| Aggressive Inline                                                | AKA Acclaim                       |         |         | [ 7 ]         |
| Alias                                                            | Acclaim Entertainment             |         |         | [ 7 ]         |
| Aliens versus Predator: Extinction                               | EA Games                          |         |         | [ 7 ]         |
| All-Star Baseball 2003                                           | Acclaim Sports                    |         |         | [ 7 ]         |
| All-Star Baseball 2005                                           | Acclaim Entertainment             |         |         | [ 7 ]         |
| America's Army: Rise of a Soldier                                | Ubisoft                           |         |         | [ 7 ]         |
| AMF Bowling 2004                                                 | Crave Entertainment               |         | SA      | [ 7 ]         |
| Amped: Freestyle Snowboarding Tenkú: Freestyle Snowboarding (JP) | Microsoft Game Studios            |         |         | [ 7 ]         |
| Amped 2 Tenkú 2 (JP)                                             | Microsoft Game Studios            |         |         | [ 7 ] [ 9 ]   |
| APEX Racing Evoluzione (PAL)                                     | Infogrames                        |         |         | [ 7 ] [ 9 ]   |
| Aquaman: Battle for Atlantis                                     | TDK                               |         |         | [ 7 ]         |
| Arena Football                                                   | EA Sports                         |         |         | [ 7 ] [ 9 ]   |
| Armed and Dangerous                                              | LucasArts                         | XBO     |         | [ 7 ] [ 9 ]   |
| Army Men: Sarge's War                                            | 3DO                               |         |         | [ 7 ]         |
| Atari Anthology                                                  | Atari                             |         |         | [ 7 ]         |
| ATV: Quad Power Racing 2                                         | AKA Acclaim                       |         |         | [ 7 ]         |
| Auto Modellista                                                  | Capcom                            |         |         | [ 7 ]         |
| Avatar: The Last Airbender                                       | THQ                               |         |         | [ 7 ]         |
| Bad Boys: Miami Takedown Bad Boys II (PAL)                       | Empire Interactive                |         |         | [ 7 ]         |
| Baldur's Gate: Dark Alliance                                     | Interplay Entertainment           |         | SA      | [ 7 ] [ 9 ]   |
| Baldur's Gate: Dark Alliance II                                  | Interplay Entertainment           |         |         | [ 7 ]         |
| Barbie Horse Adventures: Wild Horse Rescue                       | Vivendi Universal Games           |         |         | [ 7 ] [ 9 ]   |
| The Bard's Tale                                                  | Vivendi Universal Games           |         |         | [ 7 ]         |
| Bass Pro Shops Trophy Hunter 2007                                | Vivendi Universal Games           |         |         | [ 7 ] [ 9 ]   |
| Batman Begins                                                    | EA Games                          |         |         | [ 7 ]         |
| Batman: Rise of Sin Tzu                                          | Ubi Soft                          |         |         | [ 7 ]         |
| Battle Engine Aquila                                             | Infogrames                        |         |         | [ 7 ]         |
| Battlestar Galactica                                             | Vivendi Universal Games           |         |         | [ 7 ]         |
| Big Mutha Truckers                                               | THQ                               |         |         | [ 7 ]         |
| Bionicle                                                         | Electronic Arts, Lego Interactive |         |         | [ 7 ]         |
| Black                                                            | Electronic Arts                   | XO XBO  |         | [ 1 ]         |
| Black Stone: Magic & Steel Ex-Chaser (JP)                        | Xicat Interactive                 |         |         | [ 7 ] [ 9 ]   |
| Blade II                                                         | Activision                        |         |         | [ 7 ] [ 9 ]   |
| Blinx: The Time Sweeper                                          | Microsoft Game Studios            | XBO     |         | [ 9 ] [ 10 ]  |
| Blinx 2: Masters of Time and Space                               | Microsoft Game Studios            |         |         | [ 7 ] [ 9 ]   |
| Blitz: The League                                                | Midway Games                      |         | SA      | [ 7 ]         |
| Blood Omen 2                                                     | Eidos Interactive                 |         |         | [ 7 ] [ 9 ]   |
| BloodRayne 2                                                     | Majesco Entertainment             | XBO     |         | [ 9 ] [ 2 ]   |
| BlowOut                                                          | Majesco Entertainment             | XO      |         | [ 11 ]        |
| BMX XXX                                                          | AKA Acclaim                       |         |         | [ 7 ]         |
| Breakdown                                                        | Namco                             | XBO     |         | [ 9 ] [ 10 ]  |
| Breeders' Cup World Thoroughbred Championships                   | Bethesda                          |         | SA      | [ 7 ] [ 9 ]   |
| Brute Force                                                      | Microsoft Game Studios            |         |         | [ 7 ]         |
| Buffy the Vampire Slayer                                         | Electronic Arts                   |         |         | [ 7 ] [ 9 ]   |
| Buffy the Vampire Slayer: Chaos Bleeds                           | Vivendi Universal Games           |         |         | [ 7 ]         |
| Burnout                                                          | Acclaim Entertainment             |         |         | [ 7 ] [ 9 ]   |
| Burnout 2: Point of Impact                                       | Acclaim Entertainment             |         |         | [ 7 ] [ 9 ]   |
| Burnout 3: Takedown                                              | Electronic Arts                   | XO      | SA PAL  | [ 12 ]        |
| Cabela's Big Game Hunter 2005 Adventures                         | Activision                        |         |         | [ 7 ]         |
| Cabela's Dangerous Hunts                                         | Activision                        |         |         | [ 7 ]         |
| Cabela's Dangerous Hunts 2                                       | Activision                        |         |         | [ 7 ]         |
| Cabela's Outdoor Adventures                                      | Activision                        |         |         | [ 7 ]         |
| Cabela's Deer Hunt: 2004 Season                                  | Activision                        |         |         | [ 7 ]         |
| Cabela's Deer Hunt: 2005 Season                                  | Activision                        |         |         | [ 7 ]         |
| Call of Cthulhu: Dark Corners of the Earth                       | Bethesda Softworks, 2K Games      |         |         | [ 7 ] [ 9 ]   |
| Call of Duty: Finest Hour                                        | Activision                        |         |         | [ 7 ]         |
| Call of Duty 2: Big Red One                                      | Activision                        |         |         | [ 7 ] [ 9 ]   |
| Call of Duty 3                                                   | Activision                        |         |         | [ 7 ]         |
| Cars                                                             | THQ                               |         |         | [ 7 ] [ 9 ]   |
| Catwoman                                                         | EA Games                          |         |         | [ 7 ]         |
| Championship Manager 2006                                        | Eidos Interactive                 |         | SA      | [ 7 ]         |
| Chicago Enforcer                                                 | Kemco                             |         |         | [ 7 ]         |
| The Chronicles of Narnia: The Lion, The Witch and The Wardrobe   | Buena Vista Games                 |         |         | [ 7 ]         |
| Circus Maximus: Chariot Wars                                     | Encore                            |         |         | [ 7 ]         |
| Close Combat: First to Fight                                     | 2K Games                          |         |         | [ 7 ]         |
| Colin McRae Rally 04                                             | Codemasters                       |         |         | [ 7 ]         |
| Colin McRae Rally 2005                                           | Codemasters                       |         |         | [ 7 ] [ 9 ]   |
| Combat Elite: WWII Paratroopers                                  | SouthPeak Interactive             |         |         | [ 7 ]         |
| Commandos 2: Men of Courage                                      | Eidos Interactive                 |         |         | [ 7 ]         |
| Conflict: Desert Storm                                           | SCi                               |         |         | [ 7 ]         |
| Conker: Live & Reloaded                                          | Microsoft Game Studios            | XBO     |         | [ 9 ] [ 10 ]  |
| Constantine                                                      | THQ                               |         |         | [ 7 ]         |
| Counter-Strike                                                   | Microsoft Game Studios            |         |         | [ 7 ] [ 9 ]   |
| Crash Bandicoot: The Wrath of Cortex                             | Vivendi Games                     | XO      | SA PAL  | [ 13 ] [ 14 ] |
| Crash Nitro Kart                                                 | Vivendi Universal Games           |         | SA PAL  | [ 7 ] [ 9 ]   |
| Crash Twinsanity                                                 | Vivendi Universal Games           |         |         | [ 7 ]         |
| Crime Life: Gang Wars                                            | Konami                            |         |         | [ 7 ] [ 9 ]   |
| Crimson Skies: High Road to Revenge                              | Microsoft Game Studios            | XO XBO  |         | [ 2 ] [ 13 ]  |
| Crouching Tiger, Hidden Dragon                                   | Ubi Soft                          |         |         | [ 7 ]         |

- Dai Senryaku VII: Modern Military Tactics
- Dark Angel
- Darkwatch
- Dave Mirra Freestyle BMX 2
- The Da Vinci Code
- Dead or Alive 3
- Dead or Alive Ultimate
- Dead to Rights
- Demon Stone
- Deathrow
- Destroy All Humans!
- Digimon Rumble Arena 2
- Dinotopia
- DOOM 3
- DOOM 3: Resurrection of Evil
- Drake
- Dreamfall: The Longest Journey
- Drive to Survive
- Dungeons & Dragons: Heroes
- Dynasty Warriors 4
- EA SPORTS Fight Night Round 3
- Egg Mania: Eggstreme Madness
- The Elder Scrolls III: Morrowind
- ESPN College Hoops
- ESPN College Hoops 2K5
- ESPN Major League Baseball
- ESPN MLS ExtraTime 2002
- ESPN NFL 2K5
- ESPN NHL 2K5
- Euro 2004
- Evil Dead: A Fistful of Boomstick
- Evil Dead: Regeneration
- Ex-Chaser
- F1 2001
- Family Guy
- Fable
- Fable: The Lost Chapters
- Fairly Odd Parents: Breakin' da Rules
- Fantastic Four
- Far Cry: Instincts
- Fatal Frame
- Fatal Frame II: Crimson Butterfly DIRECTOR'S CUT
- FIFA Soccer 06
- FIFA Soccer 07
- FIFA Soccer 2003
- FIFA Soccer 2004
- FIFA STREET
- FIFA Street 2
- Fight Night 2004
- Final Fight Streetwise
- FlatOut
- Ford Mustang
- Ford vs. Chevy
- Forza Motorsport
- Freaky Flyers
- Freedom Fighters
- Freestyle Street Soccer
- Frogger Beyond
- Full Spectrum Warrior
- Full Spectrum Warrior: Ten Hammers
- Futurama
- Future Tactics: The Uprising
- Fuzion Frenzy
- Gauntlet: Seven Sorrows
- Genma Onimusha
- Goblin Commander: Unleash the Horde
- Godzilla: Destroy All Monsters Melee
- Godzilla: Save The Earth
- GoldenEye: Rogue Agent
- Grabbed by the Ghoulies
- Grand Theft Auto: The Trilogy
- Grand Theft Auto: Vice City
- Grand Theft Auto: San Andreas
- Gravity Games Bike: Street. Vert. Dirt.
- The Great Escape
- Greg Hastings Tournament Paintball Max'd
- Grooverider: Slot Car Thunder
- Guilty Gear Isuka
- Guilty Gear X2 #Reload
- The Guy Game
- Half-Life 2
- Halo: Combat Evolved
- Halo 2
- Halo 2 Multiplayer Map Pack
- Harry Potter and the Chamber of Secrets
- Harry Potter and the Goblet of Fire
- Harry Potter and the Prisoner of Azkaban
- Harry Potter and the Sorcerer's Stone
- He-Man: Defender of Grayskull
- High Heat Major League Baseball 2004
- Hitman: Contracts
- Hot Wheels: Stunt Track Challenge
- House of the Dead 3
- The Hulk
- Hunter: The Reckoning
- I-Ninja
- IHRA Drag Racing Sportsman Edition
- IHRA Professional Drag Racing 2005
- The Incredible Hulk: Ultimate Destruction
- Incredibles
- The Incredibles: Rise of the Underminer
- Indiana Jones and the Emperor's Tomb
- Indigo Prophecy
- IndyCar Series 2005
- Intellivision Lives
- Jade Empire
- JSRF: Jet Set Radio Future
- Judge Dredd: Dredd vs. Death
- Jurassic Park: Operation Genesis
- Justice League Heroes
- Kabuki Warriors
- Kelly Slater's Pro Surfer
- kill.switch
- King Arthur
- The King of Fighters Neowave
- The King of Fighters 2002 & 2003
- Kingdom Under Fire: The Crusaders
- The Legend of Spyro: A New Beginning
- Leisure Suit Larry: Magna Cum Laude
- LEGO Star Wars
- LEGO Star Wars II: The Original Trilogy
- Lemony Snicket's A Series of Unfortunate Events
- Links 2004
- LOONS – The Fight for Fame
- The Lord of the Rings: The Return of the King
- The Lord of the Rings: The Third Age
- Magatama
- Magic: The Gathering—Battleground
- Manhunt
- Marvel Nemesis: Rise of the Imperfects
- Marvel vs. Capcom 2
- Mat Hoffman's Pro BMX 2
- Max Payne
- Max Payne 2
- Maximum Chase
- MechAssault 2: Lone Wolf
- Medal of Honor European Assault
- Medal of Honor Frontline
- Medal of Honor Rising Sun
- Mega Man Anniversary Collection
- Mercenaries
- Metal Arms: Glitch in the System
- MicroMachines
- Mike Tyson Heavyweight Boxing
- Minority Report
- MLB SlugFest 20-03
- MLB SlugFest 20-04
- MLB SlugFest: Loaded
- Monster Garage
- Mortal Kombat: Armageddon
- Mortal Kombat Deception
- MotoGP
- MotoGP 2
- MTV Music Generator 3
- MTX: Mototrax
- Murakumo: Renegade Mech Pursuit
- MVP Baseball 2003
- MVP Baseball 2004
- MX Unleashed
- MX vs. ATV Unleashed
- MX World Tour: Featuring Jamie Little
- Myst III: Exile
- Namco Museum
- Namco Museum 50th Anniversary Arcade Collection
- NASCAR Thunder 2002
- NASCAR Thunder 2003
- NASCAR 2006: Total Team Control
- NBA Ballers
- NBA Inside Drive 2002
- NBA 2K3
- NBA Live 2002
- NBA LIVE 2004
- NBA STREET V3
- NCAA College Basketball 2K3
- NCAA March Madness 06
- NCAA March Madness 2005
- NCAA Football 06
- Need For Speed Underground 2
- NFL 2K2
- NFL 2K3
- NFL Blitz 2002
- NFL Blitz 2003
- NFL Blitz 2004
- NFL Fever 2004
- NHL 2004
- NHL 2005
- NHL 2K3
- NHL Hitz 2003
- NHL Hitz Pro
- NightCaster
- Ninja Gaiden
- Ninja Gaiden Black
- Oddworld: Munch's Oddysee
- Open Season
- Outlaw Golf 2
- Outlaw Golf: 9 More Holes of X-mas
- Outlaw Tennis
- Outlaw Volleyball
- Outlaw Volleyball: Red Hot
- OutRun 2
- OutRun 2006: Coast to Coast
- Over the Hedge
- Pac-Man World 3
- Pariah
- Panzer Dragoon ORTA
- Phantom Crash
- Phantom Dust
- Pinball Hall of Fame
- Pitfall: The Lost Expedition
- Playboy The Mansion
- Predator Concrete Jungle
- Prince of Persia: The Sands of Time
- Pro Evolution Soccer 5
- Pro Race Driver
- Project Gotham Racing
- Project Gotham Racing 2,
- Psychonauts
- Pump It Up: Exceed
- The Punisher
- Pure Pinball
- Puyo Pop Fever
- Quantum Redshift
- RalliSport Challenge
- Rainbow Six Lockdown
- Rapala Pro Fishing
- Rayman Arena
- Raze's Hell
- Red Dead Revolver
- Red Faction II
- RedCard 2003
- Reservoir Dogs
- Return to Castle Wolfenstein
- Richard Burns Rally
- RLH
- RoadKill
- Robin Hood Defender of the Crown
- Robotech: Battlecry
- Rocky
- Rocky Legends
- Rogue Ops
- Rogue Trooper
- Rugby 2006
- Rugby League 2
- Samurai Jack
- Samurai Warriors
- Scarface
- Scooby Doo! Night of 100 Frights
- Scrapland
- SEGA GT 2002
- SegaGT Online
- Serious Sam
- Shadow The Hedgehog
- Shadow Ops: Red Mercury
- Shamu's Deep Sea Adventures
- Shark Tale
- Shattered Union
- ShellShock: Nam '67
- Shenmue II
- Shincho Mahjong
- Shrek Super Party!
- Sid Meier's Pirates!
- The Simpsons Hit and Run
- The Simpsons Road Rage
- Sims 2
- Silent Hill 2: Restless Dreams
- Silent Hill 4: The Room
- Smashing Drive
- Sneakers
- Soccer Slam
- Sonic Heroes
- Sonic Mega Collection Plus
- Sonic Riders
- Soul Calibur 2
- Spawn Armageddon
- Speed Kings
- Sphinx and the Cursed Mummy
- Spider-Man
- Spider-Man 2
- Splat Magazine Renegade Paintball
- Splinter Cell: Double Agent
- SpongeBob SquarePants: Battle for Bikini Bottom
- Sponge Bob Square Pants: Lights, Camera, Pants!
- The SpongeBob Square Pants Movie
- SpyHunter 2
- SpyHunter: Nowhere to Run
- Spyro A Hero's Tail
- SSX 3
- Stake
- Starsky & Hutch
- Star Wars Battlefront
- Star Wars Battlefront II
- Star Wars: Episode III Revenge of the Sith
- Star Wars Jedi Knight: Jedi Academy
- Star Wars Jedi Starfighter
- Star Wars: Knights of the Old Republic
- Star Wars Knights of the Old Republic II: The Sith Lords
- Star Wars Republic Commando
- State of Emergency
- Street Fighter Anniversary Collection
- Street Racing Syndicate
- Stubbs the Zombie in Rebel without a Pulse
- The Suffering
- Super Bubble Pop
- Super Monkey Ball Deluxe
- SX Superstar
- Syberia II
- Taz Wanted
- Teenage Mutant Ninja Turtles
- The Terminator Dawn of Fate
- Terminator 3: Rise of the Machines
- Test Drive
- Test Drive: Eve of Destruction
- Tetris Worlds
- The Thing
- Thief: Deadly Shadows
- Thousand Land
- Thrillville
- Tiger Woods PGA TOUR 07
- TMNT Mutant Melee
- Tom and Jerry: War of the Whiskers
- Tom Clancy's Ghost Recon
- Tom Clancy's Ghost Recon 2
- Tom Clancy’s Ghost Recon: Island Thunder
- Tom Clancy's Ghost Recon 2 Summit Strike
- Tom Clancy's Rainbow Six 3
- Tom Clancy's Rainbow Six 3 Black Arrow
- Tom Clancy's Splinter Cell
- Tom Clancy's Splinter Cell Chaos Theory
- Tom Clancy's Splinter Cell Double Agent
- Tom Clancy's Splinter Cell Pandora Tomorrow
- Tony Hawk's American Wasteland
- Tony Hawk's Pro Skater 2x
- Tony Hawk's Pro Skater 3
- Tony Hawk's Pro Skater 4
- Tony Hawk's Underground
- Tony Hawk's Underground 2
- Torino 2006 Winter Olympics
- Tork: Prehistoric Punk
- Toxic Grind
- Transworld Surf
- Trigger Man
- Trivial Pursuit Unhinged
- True Crime: Streets of LA
- Turok: Evolution
- Ty The Tasmanian Tiger
- Ty the Tasmanian Tiger 2: Bush Rescue
- Ty the Tasmanian Tiger 3: Night of the Quinkan
- Ultimate Spider-Man
- Ultra Bust-A-Move
- Unreal Championship 2: The Liandri Conflict
- Urban Freestyle Soccer
- The Urbz: Sims In The City
- Van Helsing
- Vexx
- Vietcong: Purple Haze
- Volvo: Drive for Life
- Wakeboarding Unleashed: Featuring Sean Murray
- WarPath
- Whacked!
- Winback 2: Project Poseidon
- Without Warning
- World Soccer Winning Eleven 8 International
- World Soccer Winning Eleven 9
- World Series Baseball 2K3
- Worms 3D
- Worms 4 Mayhem
- Worms Forts: Under Siege
- Wrath Unleashed
- WWF Raw
- WWE Raw 2
- X2 Wolverine's Revenge
- Xiaolin Showdown
- XIII
- Yourself!Fitness
- Yu-Gi-Oh! The Dawn of Destiny
- Zapper
- Zathura